# Mack Strong
Mack Carlington Strong (Fort Moore, 11 settembre 1971) è un ex giocatore di football americano statunitense che ha giocato nel ruolo di fullback per tutta la sua carriera professionistica con i Seattle Seahawks della National Football League.
Jones al college giocò a football alla University of Georgia.
Strong firmò coi Seahawks come free agent non scelto nel draft del 1993 e fu selezionato due volte per il Pro Bowl nella sua carriera, nel 2005 e nel 2006. Nel 2007, egli annunciò il ritiro dall'attività agonistica a causa di un infortunio al collo e fu messo nella lista degli infortunati.

## Carriera professionistica

### Seattle Seahawks
Dopo non essere stato scelto nel Draft NFL 1993, Strong giocò tutti i suoi quindici anni di carriera con i Seattle Seahawks. Bloccò per tre running back che superarono le 1.000 yard stagionali: Chris Warren, Ricky Watters e Shaun Alexander. Detenne anche il record dei Seahawks per la più lunga corsa nei playoff con 32 yard nel 2005 nei divisional playoff contro i Washington Redskins finché Marshawn Lynch portò tale record a 67 yard contro i New Orleans Saints l'8 gennaio 2011.
Nel 2005 Strong fu scelto per il suo primo Pro Bowl ed inserito nella formazione ideale della stagione dell'Associated Press. Strong era conosciuto come uno dei migliori fullback della NFL durante la sua carriera. Fu nuovamente convocato per il Pro Bowl nel 2006.
Strong si ritirò nel 2007 a causa di un infortunio al collo che avrebbe potuto portarlo alla paralisi se avesse continuato nella sua attività agonistica.

## Vittorie e premi

### Franchigia
- National Football Conference Championship: 1

Seattle Seahawks: 2005

### Individuale
- (2) Pro Bowl (2005, 2006)
- All-Pro (2005)
- (5) Steve Largent Award (2001, 2002, 2004, 2005, 2006)
- Formazione ideale del 35º anniversario dei Seahawks
- 50 migliori giocatori del 50º anniversario dei Seahawks

## Statistiche
| Yard su corsa      | 909 |
| Touchdown su corsa | 15  |